# Напольне (Поріцький район)
Напо́льне (рос. Напольное, чув. Алвеле) — село у складі Поріцького району Чувашії, Росія. Адміністративний центр та єдиний населений пункт Напольнівського сільського поселення.
Населення — 1359 осіб (2010; 1719 у 2002).
Національний склад:
- мордва — 92 %

## Відомі особистості
В поселенні народились:
- Арлашкін Григорій Фадейович (1918-1945) — Герой Радянського Союзу.
- Піняєв Іван Данилович (1923—1979) — письменник мокшанського походження, що писав російською мовою.